# Henry Parker, 14. Baron Morley
Henry Parker, 14. Baron Morley, 6. Baron Monteagle (* um 1600; † 10. Mai 1655) war ein englischer Peer.
Er war der Sohn und Erbe von William Parker, 13. Baron Morley und dessen Gattin Elizabeth Tresham. Am 3. November 1616 wurde er anlässlich der Investitur des Prinzen Charles, Duke of York als Prince of Wales in Whitehall zum Knight of the Bath geschlagen. Beim Tod seines Vaters beerbte er diesen 1622 als 14. Baron Morley und 6. Baron Monteagle.
Um 1619 heiratete er Philippa Caryll (1600–um 1660), Tochter des Sir Thomas Caryll (1571–1617). Mit ihr hatte er einen Sohn und Erben:
- Thomas Parker, 15. Baron Morley, 7. Baron Monteagle (um 1636–1697).